# Шейн Смелц
Шейн Едвардінйо Смелц (англ. Shane Edwardinho Smeltz, * 29 вересня 1981, Гоппінген, Німеччина) — новозеландський футболіст, нападник клубу Голд Кост Юнайтед та національної збірної Нової Зеландії.

## Клубна кар'єра
За свою футбольну кар'єру грав за австралійські клуби «Голд Кост Сіті», «Брисбен Страйкерс», «Напієр Сіті Роверс», «Аделаїда Сіті», «Аделаїда Юнайтед», «Голд Кост Юнайтед», англійські «Мансфілд Таун» та «Вімблдон» і новозеландський «Веллінгтон Фенікс».

## Титули і досягнення
- Володар Кубка націй ОФК: 2008
- Бронзовий призер Кубка націй ОФК: 2004, 2012